# Pseudione calcinii
Pseudione calcinii är en kräftdjursart som beskrevs av Sueo M. Shiino 1958. Pseudione calcinii ingår i släktet Pseudione och familjen Bopyridae. Inga underarter finns listade i Catalogue of Life.